# 若瑟·繆特
若瑟·思齊·繆特（法語：Joseph Serge Miot；1946年11月23日—2010年1月12日）是天主教太子港總教區第九任總主教。
他於1975年7月4日晉鐸，1997年7月29日獲委任為太子港總教區助理總主教，2008年3月1日真除總主教職。他於2010年在海地地震中遇難。